# ペル・アスペラ・アド・アストラ
ペル・アスペラ・アド・アストラ（またはアド・アストラ・ペル・アスペラ、羅: Per aspera ad astra）は、「苦難を乗り越えて星々へ」を意味するラテン語の成句。

## 概略
per は「～を通じて」という前置詞、aspera は「苦難（複数対格）」、ad は「～へ」という前置詞、astra は「星々（複数対格）」を意味し、栄光ともとれる。英語に直せば through hardship to the stars、日本語に直訳すれば「苦難を通じて星々へ」となる。この「星」は目的地や目標を意味し、数多くの自治体や組織の標語となっている。類似するものに"Per ardua ad astra"（逆境を乗り越えて目的地へ）などがある。

## 標語として使っている自治体・組織
- カンザス州[2]
- ゴーダ
- スペイン航空宇宙軍
- 南アフリカ空軍
- 兵庫県立長田高等学校